# Hyaloscyphaceae
Famille
La famille des Hyaloscyphaceae est une famille de champignons de l’ordre des Helotiales.

## Liste des genres
Selon BioLib (10 février 2019) :
- genre Acleistia Bayl. Ell.
- genre Aeruginoscyphus Dougoud
- genre Albotricha Raitv.
- genre Amicodisca Svrček
- genre Arachnopeziza Fuckel
- genre Arachnoscypha Boud.
- genre Asperopilum Spooner
- genre Austropezia Spooner
- genre Belonidium Mont. & Durieu
- genre Betulina Velen.
- genre Brefeldochium Verkley
- genre Brunnipila Baral
- genre Bryoglossum Redhead
- genre Calycellina Höhn.
- genre Calycina Nees ex Gray
- genre Calyptellopsis Svrček
- genre Capitotricha (Raitv.) Baral
- genre Cheiromycella Höhn.
- genre Chimaeroscypha Raitv.
- genre Chrysothallus Velen.
- genre Ciliolarina Svrček
- genre Ciliosculum Kirschst.
- genre Cistella Quél.
- genre Clathrosphaerina Beverw.
- genre Clavidisculum Kirschst.
- genre Cystopezizella Svrček
- genre Dasyscyphella Tranzschel
- genre Dasyscyphus Nees ex Gray
- genre Dematioscypha Svrček
- genre Dimorphotricha Spooner
- genre Discocistella Svrček
- genre Echinula Graddon
- genre Eriopezia (Sacc.) Rehm
- genre Fuscolachnum J.H. Haines
- genre Fuscoscypha Svrček
- genre Gemmina Raitv.
- genre Graddonidiscus Raitv. & R. Galán
- genre Hamatocanthoscypha Svrček
- genre Haplographium Berk. & Broome
- genre Hegermila Raitv.
- genre Hispidula P.R. Johnst.
- genre Hyalacrotes (Korf & L.M. Kohn) Raitv.
- genre Hyalopeziza Fuckel
- genre Hyaloscypha Boud.
- genre Hyalotricha Dennis
- genre Incrucipulum Baral
- genre Incrupila Raitv.
- genre Lachnellula P. Karst.
- genre Lachnum Retz.
- genre Lasiobelonium Ellis & Everh.
- genre Lasiomollisia Raitv. & Vesterh.
- genre Microscypha Syd. & P. Syd.
- genre Mollisina Höhn. ex Weese
- genre Mycoarthris Marvanová & P.J. Fisher
- genre Neodasyscypha Suková & Spooner
- genre Niveostoma Svrček
- genre Olla Velen.
- genre Otwaya G.W. Beaton
- genre Parachnopeziza Korf
- genre Perrotia Boud.
- genre Pezizella Fuckel
- genre Pezizellaster Höhn.
- genre Phaeoscypha Spooner
- genre Phialina Höhn.
- genre Pilatia Velen.
- genre Pithyella Boud.
- genre Polaroscyphus Huhtinen
- genre Polydesmia Boud.
- genre Proliferodiscus J.H. Haines & Dumont
- genre Proprioscypha Spooner
- genre Protounguicularia Raitv. & R. Galán
- genre Pseudaegerita J.L. Crane & Schokn.
- genre Psilachnum Höhn.
- genre Psilocistella Svrček
- genre Pubigera Baral, Gminder & Svrček
- genre Remleria Raitv.
- genre Rodwayella Spooner
- genre Scutoscypha Graddon
- genre Solenopezia Sacc.
- genre Tapesina Lambotte
- genre Trichopeziza Fuckel
- genre Unguicularia Höhn.
- genre Unguiculariella K.S. Thind & R. Sharma
- genre Unguiculella Höhn.
- genre Urceolella Boud.
- genre Velutaria Fuckel
- genre Venturiocistella Raitv.

Selon Catalogue of Life (10 février 2019) :
- genre Acleistia
- genre Aeruginoscyphus
- genre Albotricha
- genre Amicodisca
- genre Antinoa
- genre Asperopilum
- genre Brefeldochium
- genre Brunnipila
- genre Calycellina
- genre Calycina
- genre Calyptellopsis
- genre Cheiromycella
- genre Chimaeroscypha
- genre Chrysothallus
- genre Chytrella
- genre Ciliolarina
- genre Ciliosculum
- genre Cistella
- genre Cistellina
- genre Clathrosphaerina
- genre Clavidisculum
- genre Cystopezizella
- genre Dasyscyphella
- genre Dematioscypha
- genre Dendrotrichoscypha
- genre Didonia
- genre Dimorphotricha
- genre Discocistella
- genre Echinula
- genre Fuscolachnum
- genre Gemmina
- genre Graddonidiscus
- genre Hamatocanthoscypha
- genre Haplographium
- genre Hegermila
- genre Hispidula
- genre Hyalacrotes
- genre Hyalopeziza
- genre Hyaloscypha
- genre Hyalotricha
- genre Hydrocina
- genre Hyphodiscus
- genre Hyphopeziza
- genre Incrucipulum
- genre Incrupila
- genre Incrupilella
- genre Lachnellula
- genre Lachnopsis
- genre Lasiobelonium
- genre Lasiomollisia
- genre Microscypha
- genre Mollisiaster
- genre Mollisina
- genre Mycoarthris
- genre Mycopandora
- genre Neodasyscypha
- genre Olla
- genre Otwaya
- genre Perrotia
- genre Pezizella
- genre Phaeoscypha
- genre Phialina
- genre Pilatia
- genre Pithyella
- genre Polaroscyphus
- genre Polydesmia
- genre Proliferodiscus
- genre Proprioscypha
- genre Protounguicularia
- genre Pseudaegerita
- genre Pseudoolla
- genre Psilachnum
- genre Psilocistella
- genre Pubigera
- genre Remleria
- genre Rodwayella
- genre Roseodiscus
- genre Scolecolachnum
- genre Setoscypha
- genre Sponheimeria
- genre Tapesina
- genre Trichoscypha
- genre Trichoscyphella
- genre Truncicola
- genre Uncinia
- genre Unguicularia
- genre Unguiculariella
- genre Unguiculella
- genre Urceolella
- genre Velutaria
- genre Venturiocistella

Selon ITIS (10 février 2019) :
- genre Lacnellula P. A. Karsten

Selon NCBI (10 février 2019) :
- genre Albotricha
- genre Amicodisca
- genre Arachnopeziza
- genre Arbusculina
- genre Asperopilum
- genre Austropezia
- genre Brunnipila
- genre Calycellina
- genre Capitotricha
- genre Ciliolarina
- genre Cistella
- genre Cladochasiella
- genre Clathrosphaerina
- genre Crucellisporiopsis
- genre Dasyscyphella
- genre Dasyscyphus
- genre Discocistella
- genre Eriopezia
- genre Erioscyphella
- genre Fuscolachnum
- genre Gemmina
- genre Glutinomyces Nor. Nakam., 2017
- genre Gyoerffyella
- genre Hamatocanthoscypha
- genre Haplographium
- genre Hispidula
- genre Hyalopeziza
- genre Hyaloscypha
- genre Hydrocina
- genre Hyphodiscus
- genre Incrucipulum
- genre Lachnellula
- genre Lachnopsis
- genre Lachnum
- genre Lasiobelonium
- genre Microscypha
- genre Mollisina
- genre Parachnopeziza
- genre Perrotia Boud. 1901
- genre Pezizella
- genre Polydesmia
- genre Polyphilus
- genre Proliferodiscus
- genre Pseudaegerita
- genre Psilachnum
- genre Remleria
- genre Rodwayella
- genre Rommelaarsia
- genre Solenopezia
- genre Trichopeziza
- genre Trichopezizella
- genre Unguicularia
- genre Urceolella
- genre Venturiocistella